# Zespół Vaila
Zespół Vaila (ang. Vidian neuralgia, Vail's syndrome) – zespół bólowy, którego przyczyną jest neuralgia nerwu kanału skrzydłowego (nerwu Widiusza). Objawy zespołu Vaila to bardzo silny, piekący, pojawiający się zazwyczaj w nocy i budzący ze snu ból, umiejscowiony zagałkowo i promieniujący do połowy twarzy.